# Christ Church (Barbade)
Pour les articles homonymes, voir Christ Church.
Christ Church est l'une des onze paroisses de la Barbade. La ville principale est Oistins.
À Seawell se trouve l'aéroport international Grantley-Adams desservant Bridgetown.
À Welches se trouve l’église Saint-Dominique de culte catholique, qui a été distinguée par Charles Jason Gordon, alors évêque de Bridgetown, le 21 septembre 2016.

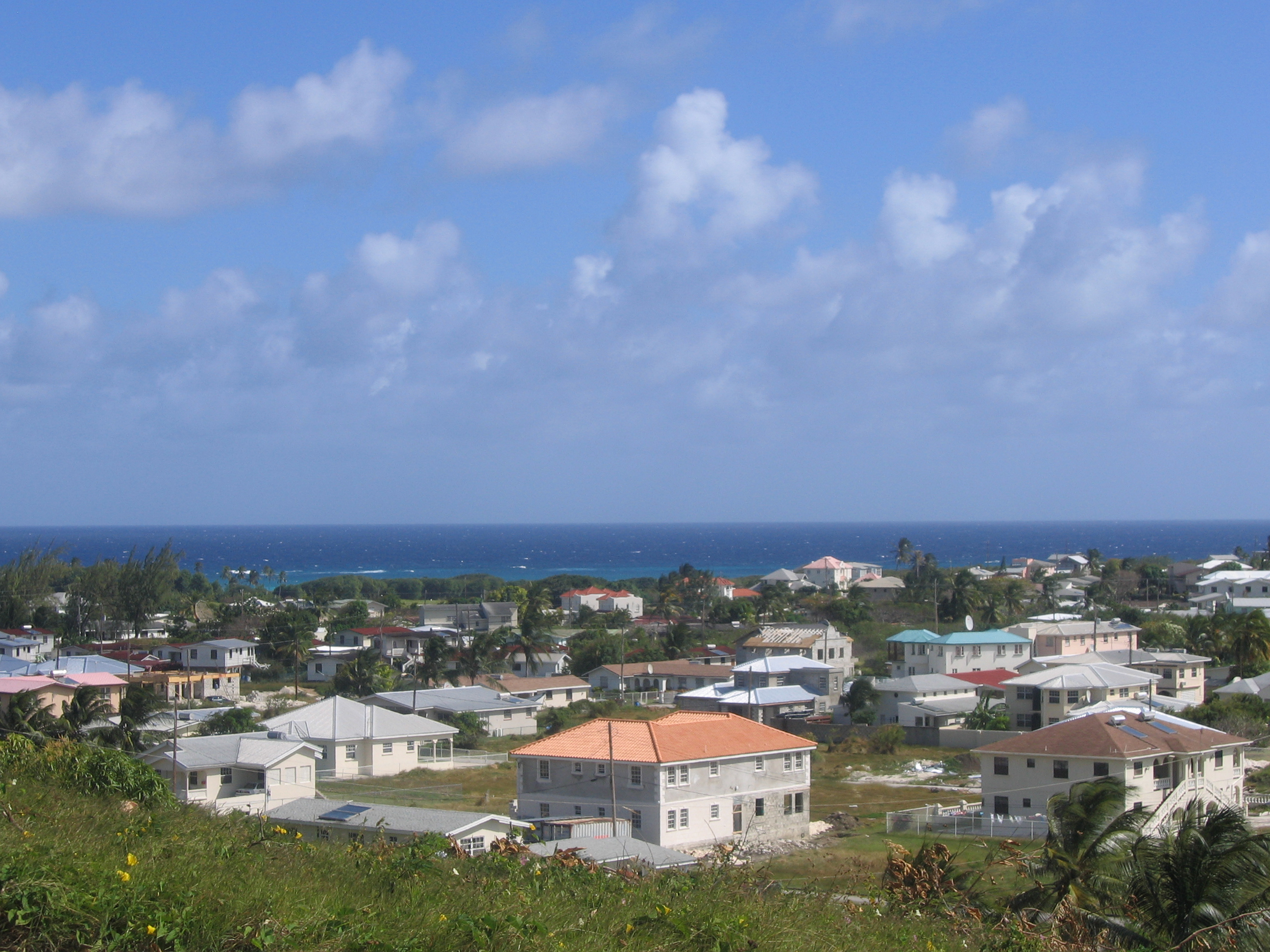
Vue de Christ Church, 2008.